# ROCK DJ
「ROCK DJ」(ロック ディージェイ)は、ロビー・ウィリアムズの楽曲。

## 概要
3枚目のスタジオ・アルバム『シング・ホエン・ユーアー・ウィニング』から1枚目のシングルとしてリリースされた本曲は高い売り上げを記録し、ロビーの代表曲の中の1曲としても知られる。
ミュージック・ビデオはその過激な内容から多くの放送局がビデオの一部をカットして放送するなどして対応した。監督はヴォーン・アーネル。ビデオは多くの論争を呼んだが、ブリット・アワードでは最優秀年間ブリティッシュ・ビデオ賞、MTV Video Music Awardsでは最優秀特殊効果賞に選ばれるなど高い評価も受けた。
ソロとしては3作目となる全英シングルチャート首位を獲得。ブリット・アワードではビデオ賞のほかに最優秀ブリティッシュ・シングル賞も受賞している。

## 収録曲
EU盤 CDシングル
1. Rock DJ - 4:15
2. Talk to Me - 3:28
3. Rock DJ (Player One Remix) - 5:34